# Клагмен, Джек
Джек Клагмен (также Клугман, полное имя Джейкоб Иоахим Клагмен, 27 апреля 1922, Филадельфия — 24 декабря 2012) — американский актёр, лауреат премий «Золотой глобус» и «Эмми», наиболее известный своей работой на телевидении и в первую очередь ролями в телесериалах «Странная парочка» и «Quincy, M.E.».

## Биография
Клагмен родился в Филадельфии, в семье Роуз Клагмен, дизайнера шляп, и Макса Клагмена, маляра. Его родители были еврейскими эмигрантами из России. Окончил Технологический институт Карнеги (ныне Университет Карнеги-Меллона), где изучал актёрское мастерство, и позднее выступал в театральных постановках. В 1950 году начал появляться в различных телевизионных сериалах, в том числе «Inner Sanctum», «Studio One» и «Playhouse 90». Первым художественным фильмом с его участием стал фильм «Grubstake» (1952), затем он появился в криминальной драме «Time Table» (1956). В 1957 году он сыграл роль присяжного заседателя в фильме Сидни Люмета «12 разгневанных мужчин», известной ленте, посвящённой роли присяжных в судьбе предполагаемого преступника. Клагмен вернулся в театр в 1959 году, участвуя в бродвейских постановках. В 1962 году он сыграл роль анонимного алкоголика в получившем множество наград фильме «Дни вина и роз», который был посвящён алкогольной зависимости.
Хотя Клагмен продолжали играть в кино и на сцене, большую часть его работы составляли роли на телевидении. В 1960 году он появился в нескольких эпизодах сериалов «Naked City» и «The Twillight Zone», а его роль в сериале «Защитники» принесла ему премию «Эмми» в 1964 году. В 1970 году он играл роль недобросовестного спортивного журналиста Оскара Мэдисона в телевизионной адаптации пьесы Нила Саймона «Странная парочка», в бродвейской постановке которой он ранее также играл. Клагмен в сериале играл вместе с Тони Рэндаллом (своим лучшим другом) в роли Феликса Унгера и заработал две премии «Эмми» (1971 и 1973 годы) за свою роль. Сериал закончился в 1975 году, а в следующем году Клагмен дебютировал в роли лос-анджелесского судебно-медицинского эксперта в «Quincy, M.E.», популярном драматическом сериале, шедшем до 1983 года, который принёс ему несколько номинаций на «Эмми». В 1989 году Клагмен перенёс операцию по излечению от рака горла и не мог говорить в течение нескольких лет. В конце концов он вернулся к актёрской работе, и его более поздние работы включают роли в обновлённой версии сериала «Странная парочка: Снова вместе» (1993) и сериалах «Diagnosis Murder» и «Расследование Джордан».